# Salvatore Nocita
Salvatore Nocita (* 30. Juli 1934 in Arcisate) ist ein italienischer Regisseur, der vor allem für das Fernsehen arbeitete.

## Leben
Nocita begann 1958 für die RAI als Schnitttechniker zu arbeiten. 1968 debütierte er als Regisseur mit Faccia a faccia, einem journalistischen Format. Bald drehte er Fernsehspiele und hatte große Erfolge mit Lo sconosciuto di Sèvres, der Familiengeschichte I Nicotera, der die Erlebnisse von Sizilianern in Norditalien erzählt, Dimenticare Lisa aus dem Jahr 1976 sowie Un mondo d'amore 1983. 1977 drehte er seinen einzigen auch im Kino gezeigten Film, den außergewöhnlichen Ligabue, der mit einer hervorragenden Darstellung des Malers von Flavio Bucci aufwartete und mit einem Silbernen Band sowie dem Großen Preis des Montréal World Film Festival ausgezeichnet wurde. Ende der 1980er Jahre entstand unter seiner Regie auch eine interessante Version von Die Verlobten als Miniserie. Ein Jahrzehnt später produzierte Nocita zahlreiche CDs mit Industriefilmen und im Auftrag regionaler Behörden zum Thema Immigration. 2006 erschien Gente come noi; eine Dokumentation des Alltags in Bergamo.
Nocita betätigte sich auch auf journalistischem Gebiet und schrieb fast alle seine Filme selbst.

## Filmografie (Auswahl)
- 1977: Ligabue
- 1989: Die Verlobten (I promessi sposi) (Miniserie)